# Monilinia mali
Espèce
Monilinia mali est une espèce de champignons ascomycètes de la famille des Sclerotiniaceae, originaire du nord-est de l'Asie.
Ce champignon est responsable d'une maladie cryptogamique, une forme de moniliose qui touche spécifiquement les pommiers cultivés et sauvages, et se manifeste principalement par le dessèchement des feuilles et des bouquets floraux.

## Synonyme
Selon Catalogue of Life (22 septembre 2014) :	
- Sclerotinia mali Takah. 1915 (basionyme).